# Augustin Pintea
Augustin Pintea (n. 14 decembrie 1885, Cozla, România – d. martie 1951, Cluj, România) a fost un deputat în Marea Adunare Națională de la Alba Iulia, organismul legislativ reprezentativ al „tuturor românilor din Transilvania, Banat și Țara Ungurească”, cel care a adoptat hotărârea privind Unirea Transilvaniei cu România, la 1 decembrie 1918.

## Biografie
Absolvă Facultatea de Drept din Cluj. Din anul 1911 a fost avocat, până la plecarea în război, în 1914. Evenimentele majore din toamna anului 1918 l-au aflat mobilizat la Tribunalul militar din Oradea, pe care  l-a părăsit, stabilindu-se la Cluj. De aici a luat legătura cu intelectualii din părțile sălăjene, de  prin zona centrelor Zalău, Șimleul Silvaniei, Crasna în vederea organizării politice și militare a românilor sălăjeni. A contribuit la organizarea consiliilor și gărzilor naționale sălăjene, iar la 1 decembrie 1918 a reprezentat la Alba Iulia cercul electoral Zalău, fiind cooptat în Marele Sfat Național al Transilvaniei. Între anii 1919-1936 îndeplinește funcția de prim jurist consult la Primăria orașului Zalău, iar din 1936 până la tragicele evenimente politico-militare din vara lui 1940, dobândește funcția de jurist consult al județului Sălaj, pe lângă prefectura acestuia. După cedarea Ardealului, prin Dictatul de la Viena, rămâne  la Zalău, fiind sfătuitorul, mentorul și apărătorul românilor din acest județ. În octombrie 1944 este numit prefect al județului Sălaj, până la 10 martie 1945.